# Concertino
A Concertino (olaszul: kis koncert) több jelentéssel bír. Jelölheti:
- a concerto grosso szólistáit, akik kontrasztban állnak a tuttival, vagy más néven ripienóval. A concertino általában vonós hangszerekből, ritkábban fúvós hangszerekből áll.
- szólóhangszerre és zenekarra írt kisebb, rendszerint egytételes versenyművet. Első nevezetes darabjai Carl Maria von Weber klarinétra illetve kürtre írt két concertinója, de ebbe a műfajba sorolható Beethoven két Románca is hegedűre és zenekarra. A német zenei szakirodalomban Konzertstücknek nevezik. Három tétele gyakran szünet nélkül következik egymás után, közepén pedig egy lassú epizód van beiktatva.